# 岩崎邦彦
- 岩﨑邦彦
- 岩崎邦彦

岩﨑 邦彦（いわさき くにひこ、1964年11月 - ）は、日本の中小企業診断士、商学者（マーケティング論）。学位は、博士（農業経済学）（東京農業大学・2008年）。静岡県立大学経営情報学部教授・大学院経営情報イノベーション研究科教授・大学院経営情報イノベーション研究科附属地域経営研究センターセンター長（初代）。
国民金融公庫、東京都庁での勤務を経て、長崎大学経済学部助教授、静岡県立大学経営情報学部助教授、静岡県立大学大学院経営情報学研究科附属地域経営研究センター副センター長、静岡県立大学経営情報学部准教授、静岡県立大学学長補佐（社会人教育担当）などを歴任した。

## 概要

### 生い立ち
1964年生まれ。神奈川県厚木市出身である。
上智大学経済学部経営学科にて経営学を学び、卒業後は国民金融公庫に就職した。その後、東京都職員となり、東京都庁労働経済局（現・産業労働局）の商工指導所に勤務した。その間、横浜市立大学大学院にて経済学研究科の修士課程を修了し、上智大学大学院の経済学研究科でも博士後期課程に在籍した。なお、学位としては修士（経済学）（横浜市立大学・1994年）、および、博士（農業経済学）（東京農業大学・2008年）を取得している。

### 学究活動

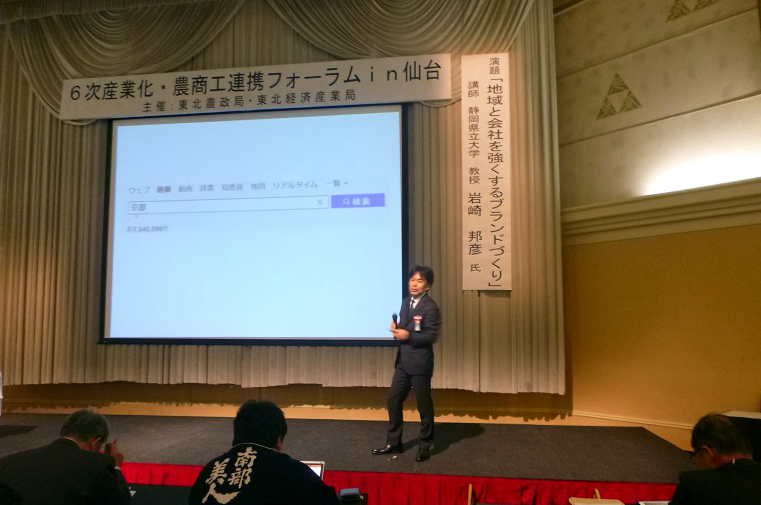
2016年11月24日、「6次産業化・農商工連携フォーラム in 仙台」にて

1999年から長崎大学に転じ、経済学部にて講師や助教授を務めた。その後、静岡県立大学に移り、経営情報学部経営情報学科にて助教授、准教授を務め、経営情報学研究科に設置された附属地域経営研究センターでは副センター長に就任した。また、カーティン工科大学のカーティン・ビジネス・スクールや東京農業大学などで、客員研究員を務めた。
現在は、静岡県立大学の経営情報学部にて教授を務めており、大学院経営情報イノベーション研究科の教授も兼任している。なお、経営情報イノベーション研究科の前身となった経営情報学研究科は、院生が修了する2012年3月まで存続するため、その間は両者の教授を兼任している。また、2011年には、学長補佐（社会人教育担当）に就任し、同大学の経営情報イノベーション研究科に附属地域経営研究センターが移管されてから初となるセンター長も兼務するなど、様々な役職に就任した。

### 公的活動
中小企業診断士の資格を所持しており、中小企業診断士試験委員も務める。

## 研究

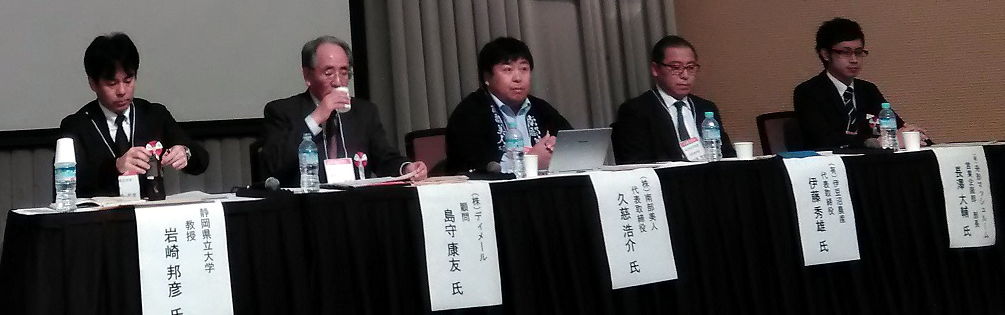
2016年11月24日、「6次産業化・農商工連携フォーラム in 仙台」にてディメール顧問島守康友（左から2人目）、南部美人代表取締役久慈浩介（中央）、伊豆沼農産代表取締役伊藤秀雄（右から2人目）、舟形マッシュルーム営業企画部部長長澤大輔（右端）と

専門は商学であり、特にマーケティング論などについての研究が多い。
産学連携にも意欲的であり、静岡県の観光に緑茶を絡めた「静岡型ツーリズム」の研究を観光会社と共同で進めている。
これらの業績により、世界緑茶協会のO-CHAパイオニア学術研究奨励賞や商工総合研究所の中小企業研究奨励賞などを受賞している。また、2019年度の教員活動評価にて特に高く評価され、2020年に静岡県立大学学長表彰を受けた。2019年に『地域引力を生み出す観光ブランドの教科書』を上梓したところ、その業績が評価され、日本観光研究学会の観光著作賞を受賞している。

## 略歴
- 1964年 - 誕生。
- 1987年 - 上智大学経済学部卒業。
- 1987年 - 国民金融公庫入庫。

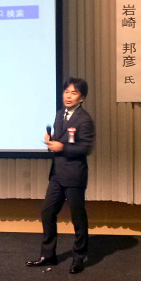
「6次産業化・農商工連携フォーラム in 仙台」のめくりには「岩崎」と表記されている（2016年11月24日）

- 1993年 - 東京都庁労働経済局商工指導所。
- 1994年 - 横浜市立大学大学院経済学研究科修士課程修了。
- 1999年 - 上智大学大学院経済学研究科単位取得満期退学。
- 1999年 - 長崎大学経済学部講師。
- 2000年 - 長崎大学経済学部助教授。
- 2001年 - 静岡県立大学経営情報学部助教授。
- 2001年 - 静岡県立大学大学院経営情報学研究科助教授。
- 2005年 - カーティン工科大学カーティン・ビジネス・スクール客員研究員。
- 2006年 - 静岡県立大学経営情報学研究科附属地域経営研究センター副センター長。
- 2007年 - 東京農業大学客員研究員。
- 2007年 - 静岡県立大学経営情報学部准教授。
- 2007年 - 静岡県立大学大学院経営情報学研究科准教授。
- 2008年 - 静岡県立大学経営情報学部教授。
- 2008年 - 静岡県立大学大学院経営情報学研究科教授。
- 2011年 - 静岡県立大学大学院経営情報イノベーション研究科教授。
- 2011年 - 静岡県立大学大学院経営情報イノベーション研究科附属地域経営研究センターセンター長。
- 2011年 - 静岡県立大学学長補佐（社会人教育担当）。

## 賞歴
- 1996年 - 日本地域学会学会賞奨励賞。
- 2003年 - 世界緑茶協会O-CHAパイオニア学術研究奨励賞。
- 2005年 - 商工総合研究所中小企業研究奨励賞。
- 2020年 - 日本観光研究学会観光著作賞。
- 2020年 - 静岡県立大学学長表彰[4]。

## 著作

### 単著
- 岩崎邦彦著『都市とリージョナル・マーケティング――都市小売業と消費者行動の空間分析』中央経済社、1999年。ISBN 4502348635
- 岩崎邦彦著『スモールビジネス・マーケティング――小規模を強みに変えるマーケティング・プログラム』中央経済社、2004年。ISBN 450258830X
- 岩崎邦彦著『緑茶のマーケティング――“茶葉ビジネス”から“リラックス・ビジネス”へ』農山漁村文化協会、2008年。ISBN 9784540082023
- 岩崎邦彦著『小が大を超えるマーケティングの法則』日本経済新聞出版社、2012年。ISBN 9784532317737
- 岩崎邦彦著『小さな会社を強くするブランドづくりの教科書』日本経済新聞出版社、2013年。ISBN 9784532319052
- 岩崎邦彦著『引き算する勇気』日本経済新聞出版社、2015年。ISBN 9784532320300
- 岩崎邦彦著『農業のマーケティング教科書』日本経済新聞出版社、2017年。ISBN 9784532321833
- 岩崎邦彦著『地域引力を生み出す観光ブランドの教科書』日本経済新聞出版社、2019年。ISBN 9784532323073

### 共著
- 藤島廣二ほか著『食料・農産物流通論』筑波書房、2009年。ISBN 9784811903453
- 藤島廣二ほか著『食料・農産物流通論』新版、筑波書房、2012年。ISBN 9784811904078
- 藤島廣二ほか著『フード・マーケティング論』筑波書房、2016年。ISBN 9784811904825

### 寄稿、分担執筆、等
- 小川正博編著『事業創造のビジネスシステム』中央経済社、2003年。ISBN 4502366803
- 農山漁村文化協会編『茶大百科』1巻、農山漁村文化協会、2008年。ISBN 9784540071416
- 影山喜一編『地域マネジメントと起業家精神』雄松堂出版、2008年。ISBN 9784841904987